# 門相
門相（1427年—？年），字良弼，四川成都府內江縣人，明朝政治人物。

## 生平
治《春秋》，由國子生中式四川鄉試第三名舉人，天順元年丁丑科會試中式第二百十一名，第二甲第四十名進士。

## 家族
曾祖門襖來，元達魯花赤；祖門泰，陝西僉事；父門永祥；母張氏。重慶下，妻喻氏，繼妻胡氏；行一，弟金；卿；棨；銓。